# Constance Talmadge
Constance Talmadge, nome completo Constance Alice Talmadge (Brooklyn, 19 aprile 1898 – Los Angeles, 22 novembre 1973), è stata un'attrice statunitense dell'epoca del muto, sorella di altre due attrici, Natalie e la ben più celebre Norma Talmadge.

## Biografia
Attrice leggera, nella sua carriera ha recitato soprattutto in commedie, come A Pair of Silk Stockings (1918), Happiness à la Mode (1919), Romance and Arabella (1919), Wedding Bells (1921) e The Primitive Lover (1922). La sua interpretazione più famosa resta però il doppio ruolo della Ragazza di montagna e di Margherita di Valois in Intolerance di D. W. Griffith (1916).
Al pari delle sorelle, Constance Talmadge si ritirò dal mondo del cinema con l'avvento del sonoro, dedicandosi alla gestione delle sue proprietà e dei suoi investimenti.

## Vita privata
Ebbe una vita sentimentale movimentata, finendo per sposarsi quattro volte.

## Riconoscimenti
- Per il suo grande contributo allo sviluppo dell'industria cinematografica le è stata dedicata una stella sulla Hollywood Walk of Fame al 6300 dell'Hollywood Boulevard.
- Young Hollywood Hall of Fame (1908-1919)

## Filmografia
La filmografia - basata su IMDb - è completa. 

### Attrice
- Buddy's First Call, regia di Tefft Johnson - cortometraggio (1914)
- The Maid from Sweden, regia di Lee Beggs - cortometraggio (1914)
- Our Fairy Play, regia di Lee Beggs - cortometraggio (1914)
- The Moonstone of Fez, regia di Maurice Costello e Robert Gaillard - cortometraggio (1914)
- Uncle Bill, regia di Ralph Ince - cortometraggio (1914)
- Buddy's Downfall, regia di Tefft Johnson - cortometraggio (1914)
- The Mysterious Lodger, regia di Maurice Costello e Robert Gaillard - cortometraggio (1914)
- Father's Timepiece, regia di Lee Beggs - cortometraggio (1914)
- The Peacemaker, regia di Van Dyke Brooke - cortometraggio (1914)
- The Evolution of Percival, regia di Lee Beggs - cortometraggio (1914)
- In Bridal Attire, regia di Lee Beggs - cortometraggio (1914)
- Fixing Their Dads, regia di George D. Baker - cortometraggio (1914)
- The Egyptian Mummy, regia di Lee Beggs - cortometraggio (1914)
- Forcing Dad's Consent, regia di Lee Beggs - cortometraggio (1914)
- Georgia Pearce - cortometraggio (1915)
- In the Latin Quarter, regia di Lionel Belmore - cortometraggio (1915)
- Billy's Wager, regia di Lee Beggs - cortometraggio (1914)
- The Green Cat, regia di Lee Beggs - cortometraggio (1915)
- The Young Man Who 'Figgered', regia di Lee Beggs - cortometraggio (1915)
- Burglarious Billy, regia di Lee Beggs - cortometraggio (1915)
- A Study in Tramps, regia di Lee Beggs - cortometraggio (1915)
- The Master of His House, regia di Lee Beggs - cortometraggio (1915)
- The Lady of Shalott, regia di C.J. Williams - cortometraggio (1915)
- The Boarding House Feud, regia di Lee Beggs - cortometraggio (1915)
- The Vanishing Vault, regia di Lee Beggs - cortometraggio (1915)
- Spades Are Trumps, regia di Lee Beggs - cortometraggio (1915)
- Bertie's Stratagem, regia di Lee Beggs - cortometraggio (1915)
- Insuring Cutey, regia di Wally Van - cortometraggio (1915)
- Captivating Mary Carstairs, regia di Bruce M. Mitchell (1915)
- Billy the Bear Tamer, regia di Lee Beggs - cortometraggio (1915)
- A Keyboard Strategy, regia di Cortland Van Deusen - cortometraggio (1915)
- Can You Beat It?, regia di Louis Chaudet (1915)
- Beached and Bleached, regia di Louis Chaudet - cortometraggio (1915)
- The Little Puritan - cortometraggio (1915)
- The She-Devil - cortometraggio (1916)
- The Missing Links, regia di Lloyd Ingraham (1916)
- Intolerance, regia di D. W. Griffith (1916)
- The Microscope Mystery, regia di Paul Powell (1916)
- Matrimoniomania (The Matrimaniac), regia di Paul Powell (1916)
- A Girl of the Timber Claims, regia di Paul Powell (1917)
- Betsy's Burglar, regia di Paul Powell (1917)
- Scandal
- The Honeymoon, regia di Charles Giblyn (1917)
- The Studio Girl
- The Shuttle
- Up the Road with Sallie
- The Lesson, regia di Charles Giblyn (1917)
- Good Night, Paul
- Un paio di calze ricamate (A Pair of Silk Stockings), regia di Walter Edwards (1918)
- Sauce for the Goose, regia di Walter Edwards (1918)
- Mrs. Leffingwell's Boots, regia di Walter Edwards (1918)
- A Lady's Name, regia di Walter Edwards (1918)
- Donne d'America (Who Cares?), regia di Walter Edwards (1919)
- Romance and Arabella, regia di Walter Edwards (1919)
- Una moglie per scommessa (Experimental Marriage), regia di Robert G. Vignola (1919)
- L'avventura del velo grigio (The Veiled Adventure), regia di Walter Edwards (1919)
- Happiness a la Mode, regia di Walter Edwards (1919)
- A Temperamental Wife, regia di David Kirkland (1919)
- A Virtuous Vamp, regia di David Kirkland (1919)
- Two Weeks, regia di Sidney A. Franklin (1920)
- In Search of a Sinner, regia di David Kirkland (1920)
- The Love Expert, regia di David Kirkland (1920)
- The Perfect Woman, regia di David Kirkland (1920)
- Good References
- Dangerous Business, regia di R. William Neill (Roy William Neill) (1920)
- Mama's Affair
- Lessons in Love
- Wedding Bells, regia di Chester Withey (1921)
- Woman's Place, regia di Victor Fleming (1921)
- Polly of the Follies, regia di John Emerson (1922)
- Due mondi (The Primitive Lover), regia di Sidney Franklin (1922)
- East Is West, regia di Sidney Franklin (1922)
- Dulcy, regia di Sidney Franklin (1923)
- La voragine splendente (The Dangerous Maid), regia di Victor Heerman (1923)
- The Goldfish, regia di Jerome Storm (1924)
- Her Night of Romance
- Learning to Love
- Le sette probabilità (Seven Chances), regia di Buster Keaton (1925)
- Her Sister from Paris, regia di Sidney Franklin (1925)
- The Duchess of Buffalo, regia di Sidney Franklin (1926)
- Venus of Venice
- Breakfast at Sunrise
- Venere moderna, regia di Louis Mercanton (1929)

### Produttrice
- Polly of the Follies, regia di John Emerson (1922)
- East Is West

### Film o documentari dove appare
- The Fall of Babylon
- Seeing Stars (1922)
- Screen Snapshots, Series 3, No. 1
- Screen Snapshots, Series 3, No. 13
- In Hollywood with Potash and Perlmutter
- Personality Parade
- Screen Snapshots Series 18, No. 12
- 4 Clowns
- Xena principessa guerriera

## Galleria d'immagini

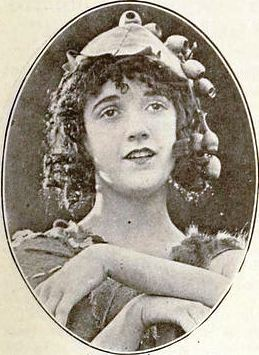
Intolerance (1916)
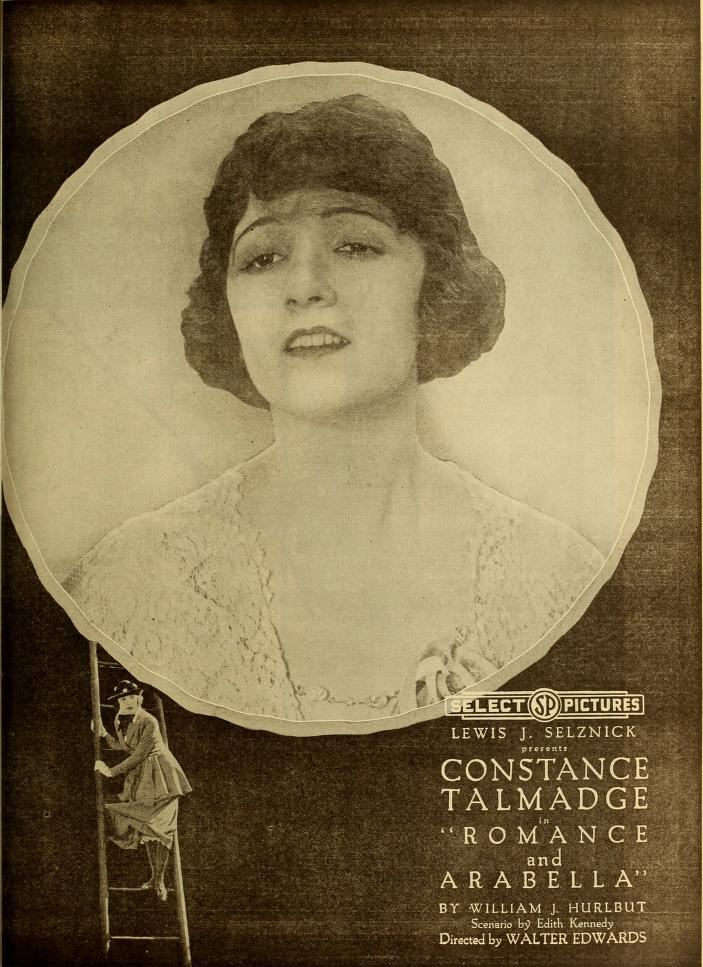
Romance and Arabella (1919)
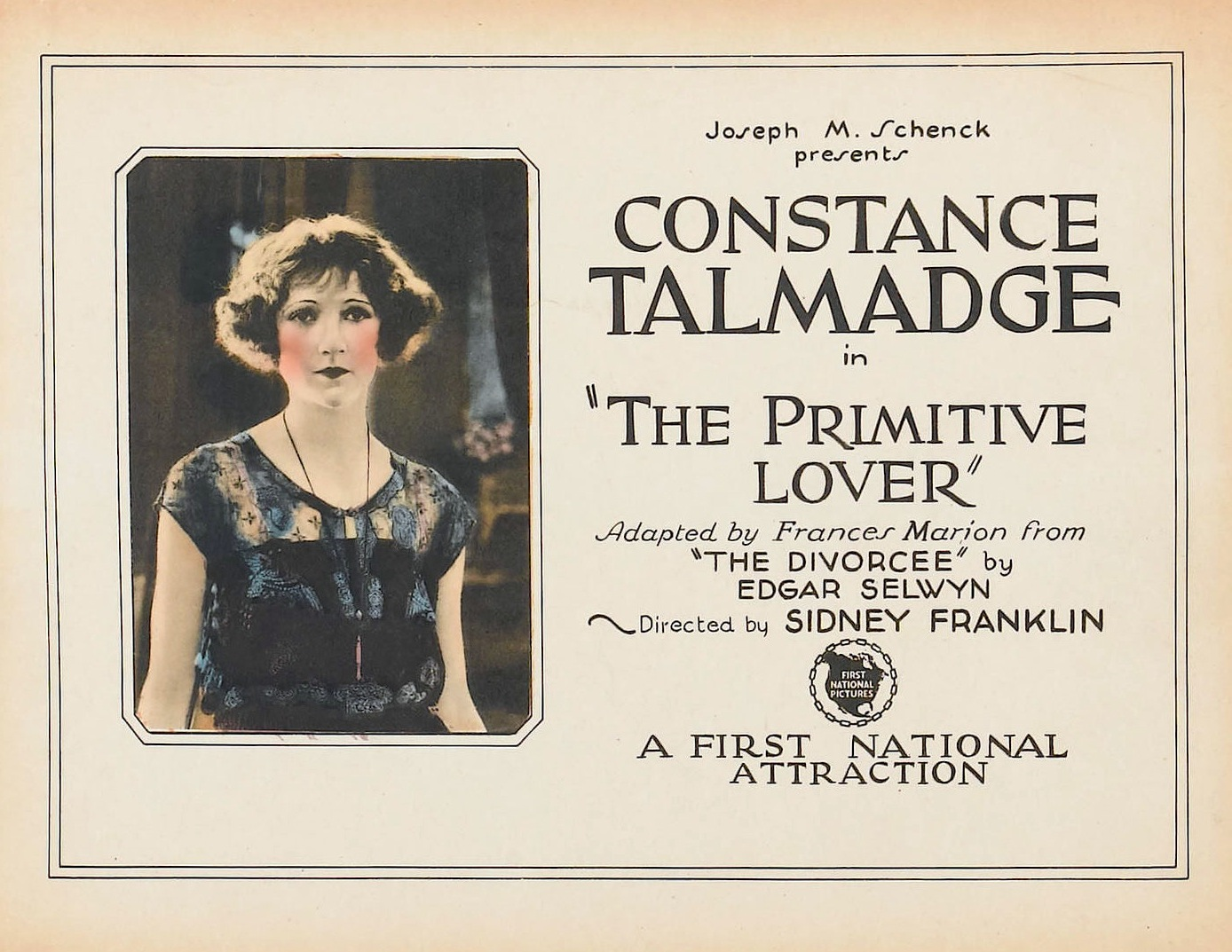
The Primitive Lover (1922)
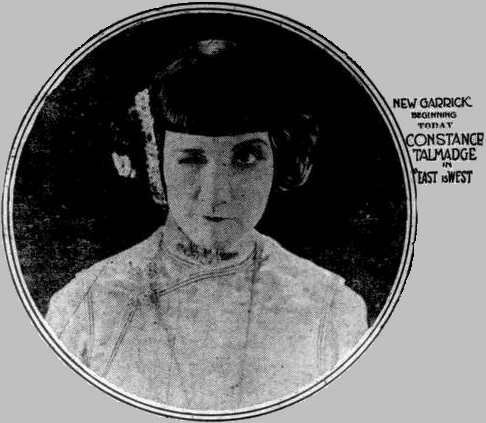
East Is West (1922)
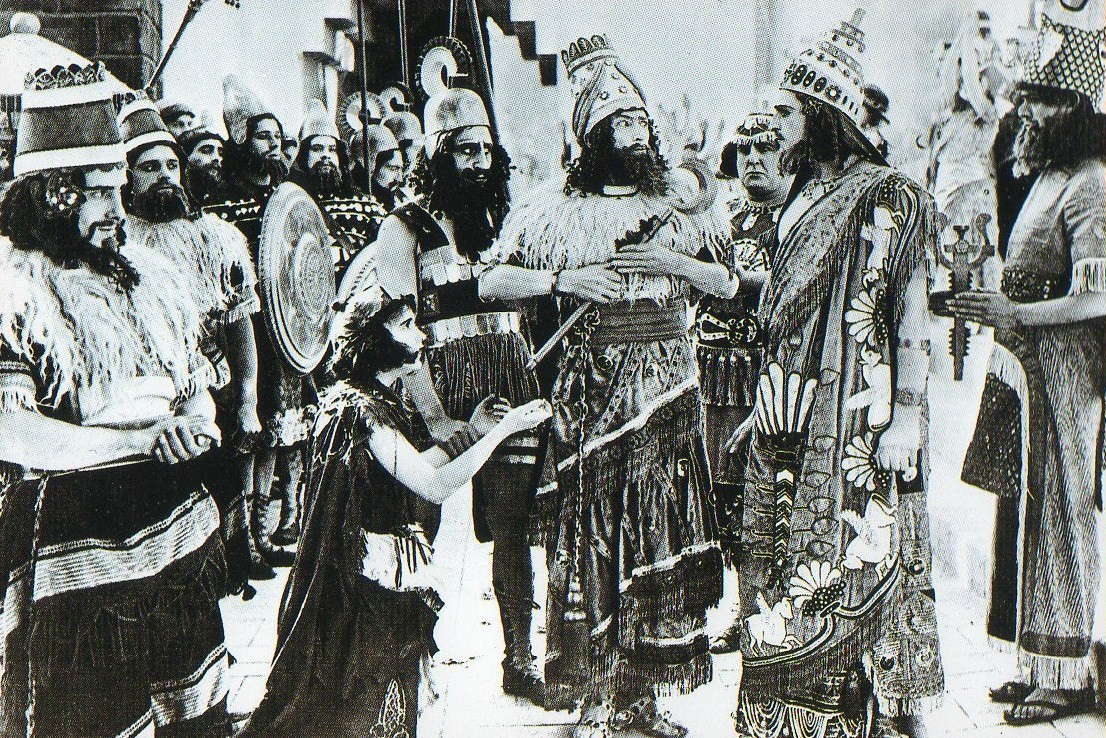
Intolerance